# Macrotorus utriculatus
Macrotorus utriculatus é uma espécie de planta do gênero Macrotorus e da família Monimiaceae. 
Macrotorus utriculatus difere das demais espécies de Monimiaceae dos neotrópicos pelas flores estaminadas com
receptáculo longo urceolado, tépalas com 1/9 to 1/14 do comprimento da flor e
estames da base do receptáculo peltados com deiscência horizontal. 
As folhas
frescas têm odor que semelhante a Eucalyptus (Myrtaceae). O número de estames varia
muito entre populações de diferentes localidades. A forma da drupéola também
varia entre diferentes populações. Foi coletada com flores de junho a outubro e
com frutos em diferentes meses do ano, porém predominantemente em junho a
setembro. 
Espécie endêmica da floresta atlântica,
ocorrendo em florestas montana, submontana e de baixo-montana, em altitudes de 46 a
1000 metros s/ metros, nos estados do Espírito Santo, Rio de Janeiro e São Paulo.

## Taxonomia
A espécie foi descrita em 1898 por Janet Russell Perkins. 
O seguinte sinônimo já foi catalogado:  
- Mollinedia utriculata  Mart. ex Tul.

## Forma de vida
É uma espécie terrícola, arbustiva e arbórea. 

## Descrição
Arbusto ou pequena árvore, até 9 metros de altura, diâmetro a altura do peito até 15.2 centímetros, tronco e ramos cilíndricos, superficialmente estriados. Drupeolas elipticas, de 6 a 25, estipitadas, quando maduras atro-purpúreas, seco oliváceas ou marrons, pericarpo duro e rugoso, pedúnculo e pedicelo juntos. Sementes com abundante endosperma, embrião apical, muito pequeno. 
| Folha             | Folha             |
| ----------------- | ----------------- |
| consistência      | coriácea          |
| indumento         | glabra            |
| superfície foliar | lustroso          |
| Flor              |                   |
| formato da antera | oblonga e peltada |
| Fruto             |                   |
| superfície        | glabra            |

## Conservação
A espécie faz parte da Lista Vermelha das espécies ameaçadas do estado do Espírito Santo, no sudeste do Brasil. A lista foi publicada em 13 de junho de 2005 por intermédio do decreto estadual nº 1.499-R. 

## Distribuição
A espécie é encontrada nos estados brasileiros de Espírito Santo, Rio de Janeiro e São Paulo. 
Em termos ecológicos, é encontrada no domínio fitogeográfico de Mata Atlântica, em regiões com vegetação de floresta ombrófila pluvial.